# Chancery Lane
Chancery Lane (IPA: /ˈʃæncer.i leɪn/) è una strada della città di Londra situata nella City of London. Fino al 1994 segnava il confine tra due borghi londinesi, ossia la Città di Westminster e il London Borough of Camden.

## Etimologia
Il nome di Chancery Lane (precedentemente diffuso con le varianti di Chancelar Lane e Chancellor Lane) si riferisce al palazzo di Chancellor, il quale sorge nei pressi della strada.

## Storia
Chancery Lane è stata costruita dai cavalieri templari qualche tempo prima del 1161 per poter facilmente arrivare alle loro proprietà, ubicate a sud di Fleet Street, nell'odierna Temple. Precedentemente la strada, come già accennato, era conosciuta sotto il nome di Chancelar Lane e, più tardi, Chancellor Lane.
Nella strada era localizzata anche una delle quattro antiche Inns of Court, la Sergent's Inn. Inoltre, secondo alcune fonti, a Chancery Lane era situata anche un dormitorio per ebrei convertiti fondato nel 1233 da Enrico III d'Inghilterra. Sempre Enrico III, nello stesso anno, fondò una sinagoga adibita all'uso degli ebrei del dormitorio.

## Edifici
Sorgono lungo il tracciato di Chancery Lane:

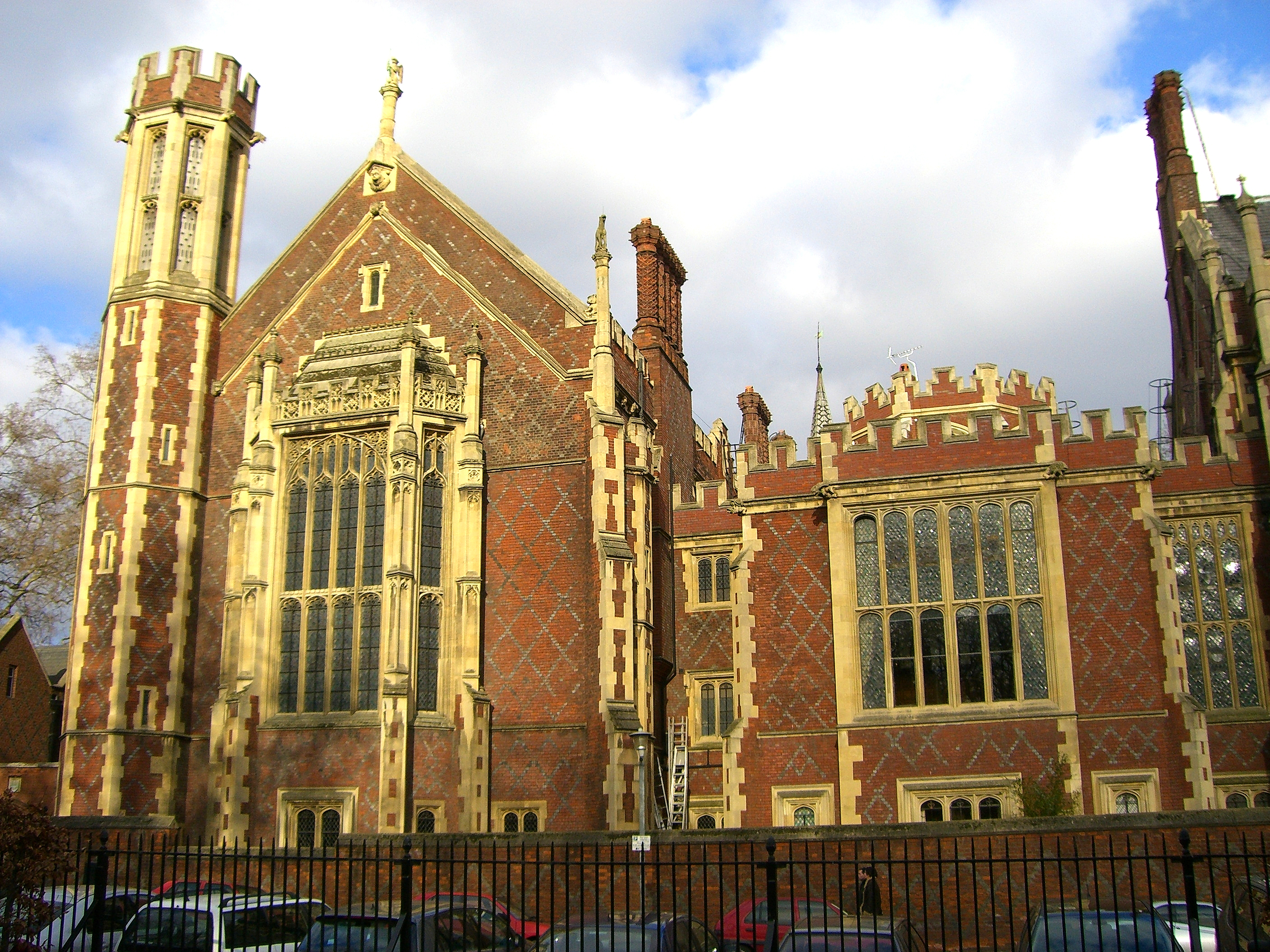
Il Lincoln's Inn.
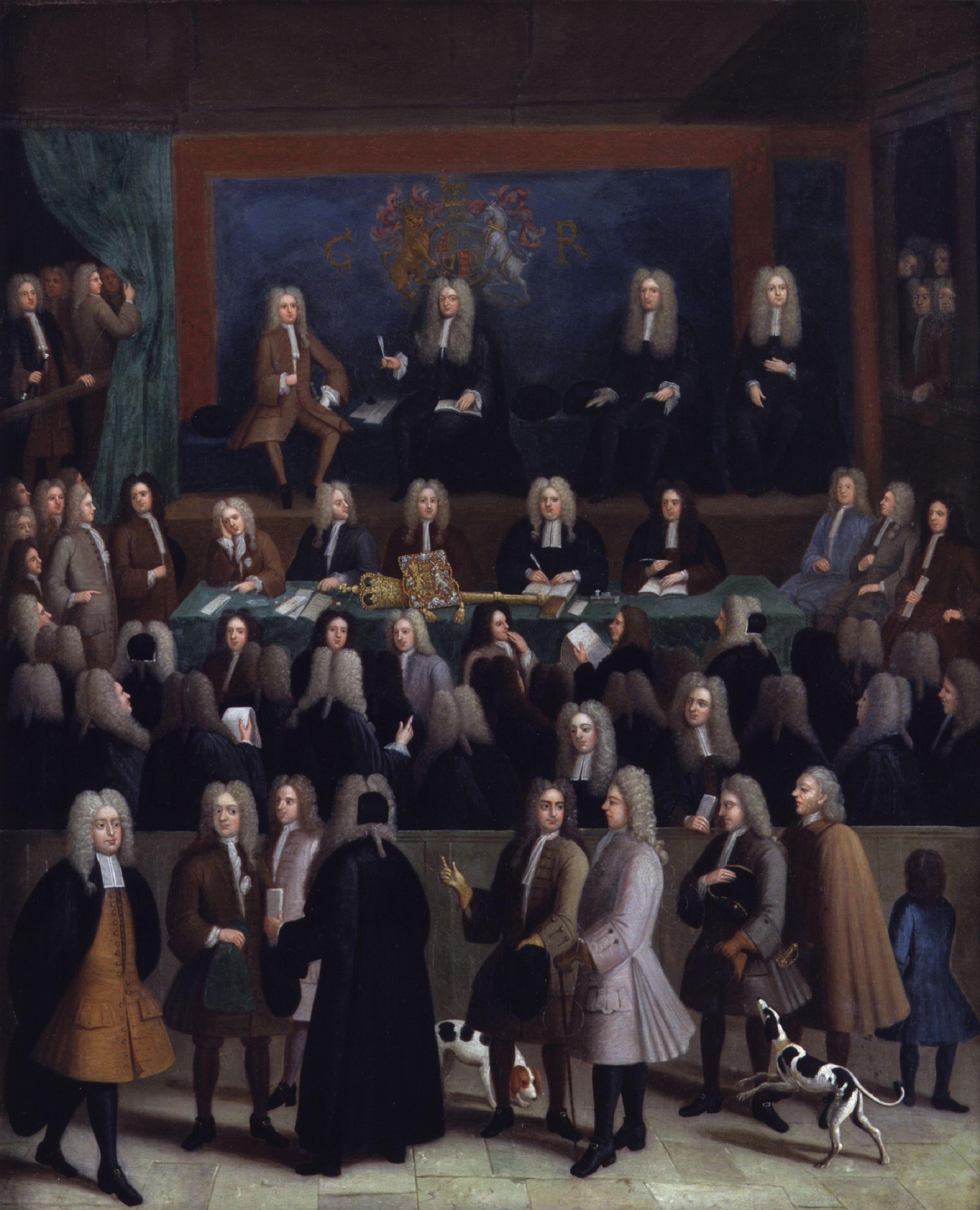
La Court of Chancery.
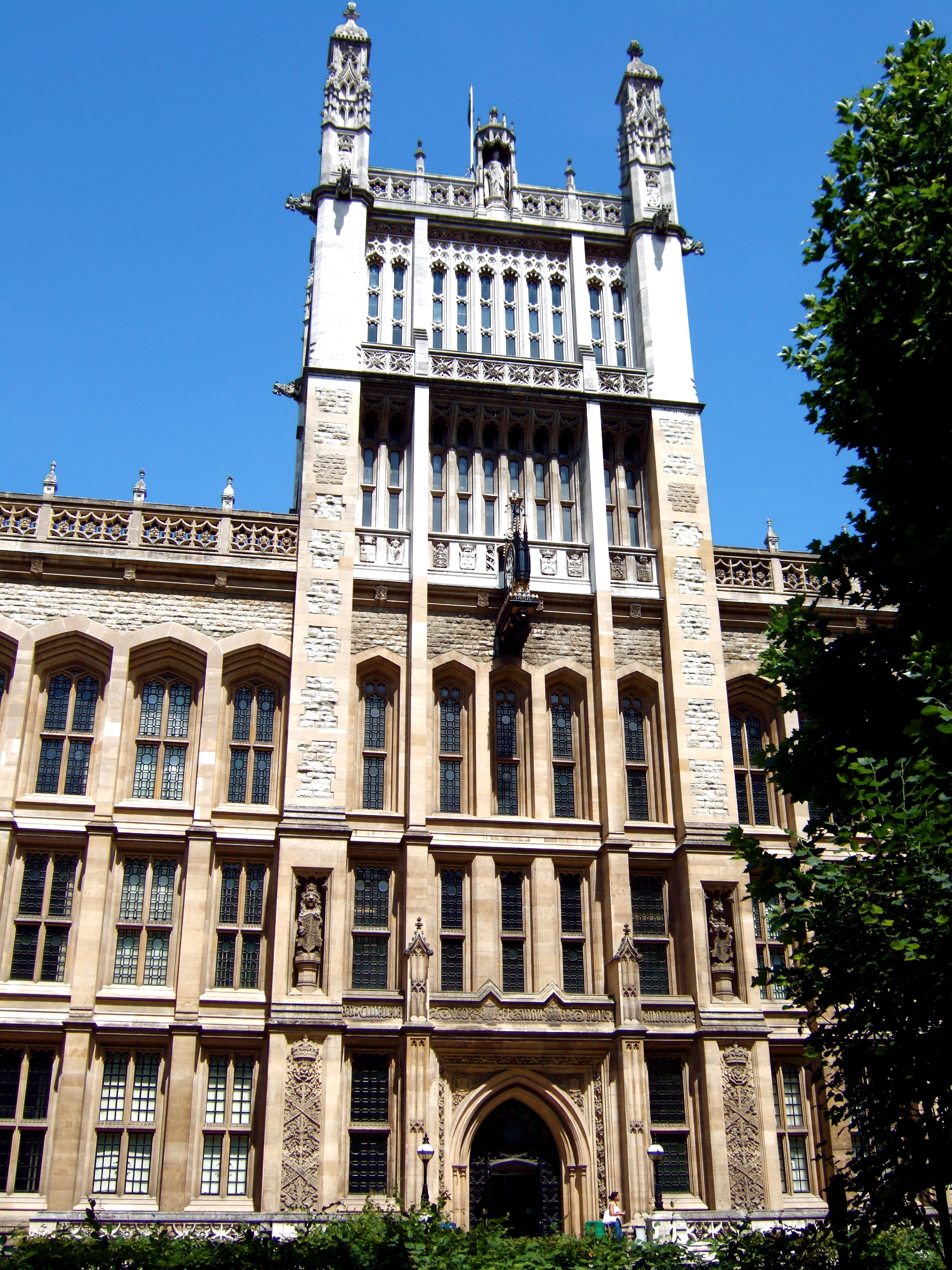
Il King's College.

## Trasporti

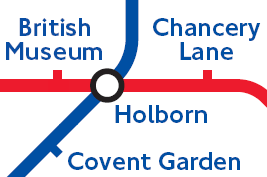
Particolare della mappa della metropolitana di Londra, nel quale è possibile vedere la stazione di Chancery Lane.

### Metropolitana di Londra
Vicino Chancery Lane è situata l'omonima stazione della metropolitana di Londra, che per l'appunto si chiama Chancery Lane. Altre stazioni vicine alla strada sono quelle di Temple e Holborn.

### National Rail
La strada sorge non lontano dal complesso della stazione di Farringdon. Altre stazioni ferroviarie situate vicino alla strada sono quelle di King's Cross e St. Pancras, due fra gli scali ferroviari più importanti di Londra e del Regno Unito stesso.

### Altre strade
Nel tracciato di Chancery Lane confluiscono molte strade. Le più importanti sono:
- Cursitor Street;
- Bream Buildings;
- Carey Street.

Inoltre è possibile raggiungere facilmente Chancery Lane percorrendo le seguenti autostrade:
- La A4 e
- La A40.